# Последний кольценосец
«После́дний кольцено́сец» — роман Кирилла Еськова, представляющий собой апокрифическое описание событий трилогии Джона Толкина «Властелин Колец» и последовавших за ней событий. Впервые изданный в 1999 г. роман, смешивающий криптоисторию, фэнтези и шпионский боевик, исходит из посылки, что текст Толкина — «Алая Книга» — литературно обработанный героический эпос народов-победителей, и при критическом подходе к нему как к историческому источнику может представиться иная картина событий Войны Кольца. Аналогичный приём Еськов применил к Евангелию в своём предыдущем романе — «Евангелие от Афрания».
Роман в 2001 году получил премию «Странник» в номинации «Меч в камне» — фэнтези.

## Образ мира
Автор пошёл на значительные отступления от канона Средиземья, пытаясь представить вымышленную сказочную вселенную в виде исторической в своём представлении; показать более реалистичные (чем в оригинале) причины событий и мотивировки главных героев. Многими сказочно-мифологическими элементами мира Еськов для этого пожертвовал: орки (у Еськова — орокуэны, степные и пустынные кочевники) и тролли (племена горцев) в этой версии оказываются лишь другими народностями, а вовсе не нелюдью. Появление легенд о них связывается с желанием людей Гондора демонизировать своих врагов в памяти будущих поколений. Хоббиты также названы выдумкой. В мир вводятся новые элементы, такие, как спецслужбы, похожие на современные, хакимианская религия, отчасти похожая на ислам и т. п.
Мордор у Еськова — технологически развитое государство, сумевшее выжить и достичь величия усилиями своих учёных в условиях постепенного изменения климата, превращающего некогда зелёные равнины в бесплодную пустыню. Страны же Запада — обычные феодальные королевства, попавшие под влияние консервативных эльфов. Эльфы и маги Белого совета стремятся превратить Средиземье в бледную копию прекрасного, но статичного Валинора. Им противостоят назгулы, отстаивающие собственный путь человечества. Развитие новых технологий у людей угрожает величию эльфов, живущих знаниями прошлого. Война между Светом и Тьмой Толкина у Еськова превращается в борьбу науки и технического прогресса с магией, причём автор открыто симпатизирует первому.

### Научный базис
По словам самого автора, исходной посылкой для формирования подобного мира было желание согласовать картографический материал Средиземья, представленный Толкином, с известными в настоящее время законами, управляющими механизмом дрейфа материков. С точки зрения современных научных воззрений, Средиземье Толкина физически невозможно в том виде, в котором оно описано — география Средиземья, если бы оно было единственным материком планеты, должна быть совершенно иной. Чтобы сделать Средиземье возможным, автору пришлось «расширить» мир — сделать Средиземье лишь малой частью мира, за границами которой существует множество других земель и народов.
Планета Арда, на которой располагается Средиземье, переживает период очередной аридизации климата — сокращение полярных шапок, изменение характера воздушных и морских течений, перераспределение тепла и влаги на планете приводит к тому, что территория, где располагается Мордор, постепенно превращается в бесплодную пустыню. Неграмотная попытка наладить орошение приводит к катастрофическим последствиям, окончательно уничтожив земледелие. «Кузница мира», самое грамотное, промышленно и научно развитое государство Средиземья, имеющее парламент, университет, промышленные предприятия, вплотную подошедшее к использованию электричества и пара, уже начавшее создавать летательные аппараты тяжелее воздуха, становится зависимым от внешних поставок продовольствия.

## Сюжет
Сюжет книги представляет собой приключенческий шпионский боевик, для которого «альтернативное» Средиземье служит фоном.
Радикально настроенный маг Гэндальф смещает более прагматичного Сарумана и ставит на повестку дня «окончательное решение мордорского вопроса» — требует воспользоваться неустойчивым положением Мордора и уничтожить его. В противном случае, как говорит предсказание находящегося в руках магов волшебного Зеркала, через пару веков Мордор подчинит себе такие силы природы, что никакая магия не сможет ему противостоять.
Организуя провокации на торговых путях через Итилиэн, имеющих для зависимого от импорта продовольствия Мордора стратегическое значение, Гэндальф провоцирует войну, а в этой войне привлекает на свою сторону эльфов, до этого замкнуто обитавших на окраине Средиземья и не вмешивавшихся в его жизнь. Более того, по настоянию Гэндальфа эльфам передают Зеркало (чтобы с его помощью планировать боевые операции), нарушив тем самым баланс сил — эльфы получают возможность активно влиять на события в человеческом мире и тут же начинают ею пользоваться.
Рохан не заинтересован в войне, Эомер — главный лидер «партии войны» — был посажен под домашний арест усилиями Гримы: тот донёс Теодену, что его племянник слишком активно примеряет роханскую корону; однако сын короля Теодена неожиданно был убит якобы орками. Мордор предпринимает попытку не позволить объединиться Гондору и Рохану и отправил в Изенгард крупную группировку. Эльфы узнают об этом через Зеркало, и Гэндальф передаёт информацию Эомеру. Тот, понимая, что это его последний шанс, ведёт войско Рохана на перехват и разбивает мордорцев у леса Фангорн. После этого Теоден вынужден делать вид, будто всё идет по его плану, и Рохан нападает на Изенгард. Взять его не получается, но эльфы разрушают плотины на Изене и затапливают город. Гэндальф впервые понимает, что эльфы ведут только свою игру…
Эльфы помогают своему протеже, авантюристу и самозванцу Арагорну, получить гондорский престол. В битве на Пелленорских полях, после того, как Арагорн выводит воскрешённых мертвецов в бой, Мордор терпит сокрушительное поражение в войне с Гондором и эльфами. В побеждённом Мордоре под руководством эльфов ведётся поголовное уничтожение населения и всех его культурных и научных достижений.
Сержант-орк Цэрлэг и полковой врач Халаддин из Кирит-Унгольского егерского полка направляются из Итилиэна в кочевье Тэшгол, где живёт родня Цэрлэга. Однако прибыв туда, они обнаруживают, что население Тэшгола было «вырезано». Осматривая местность, они спасают гондорского офицера Тангорна, которого за попытку помешать отряду наёмников-вастаков под командованием эльфа Элоара убивать мирных жителей закопали заживо в землю по шею. Цэрлэг решает отомстить — среди убитых жителей кочевья была его родня. Троица нападает на отряд, убивает наёмников и Элоара, но Тангорн получает серьёзное ранение. Из-за этого они не могли бы добраться до безопасного места до того, как их начали бы искать. Цэрлэг принимает дерзкое решение — спрятаться в руинах караван-сарая, на базе наёмников. Также он прячет труп Элоара и имитирует следы того, будто эльф в панике сбежал в пустыню — естественно, наёмники будут искать в первую очередь его. Отсидевшись, троица уходит в Пепельные горы к троллям.
Халаддину является Шарья Рана — последний из назгулов, призраков-чародеев Мордора, и раскрывает тайный замысел эльфов, которые хотят превратить динамично развивающееся Средиземье в придаток застойного Заморья. Троице поручается уничтожить предмет, связывающий два мира — Зеркало Галадриэль. По словам назгула, после уничтожения Зеркала человеческий мир будет навсегда отделён от магического мира эльфов и продолжит развиваться дальше в русле технического прогресса. Оставшиеся в нём эльфы, потеряв все свои магические способности, уже не смогут претендовать на управление людьми. Халаддин же выбран для этой миссии из-за того, что он — человек, полностью нечувствительный к магии. Таким образом, противник не сможет пользоваться магией для противодействия ему.
Зеркало можно уничтожить только в вулкане Ородруин, но доставить его туда невозможно. Герои находят решение: нужно сбросить палантир, волшебный шар связи, в Ородруин, перед этим поместив другой рядом с Зеркалом и настроив их друг на друга. Пылающая лава вырвется из шара и сожжёт Зеркало. Чтобы добыть второй палантир, герои отправляются в Итилиэн, где под домашним арестом сидят гости-заложники победившего Арагорна: наместник Фарамир и принцесса Эовин. Формально Фарамир после прибытия в Гондор «потомка Исилдура» отправлен «на княжение». Прибыв в Итилиэн, они оказываются втянутыми в операцию бывших офицеров Итилиэнского полка по освобождению Фарамира. Им удаётся это сделать, гондорские войска покидают Итилиэн, а герои получают палантир Дэнетора. Палантир был отдан Фарамиру Арагорном, так как тот посчитал его испорченным — те, кто был причастен к «самоубийству» Дэнетора, видели в нём только обугленные руки короля.
Тем временем власть эльфов над Западом скрепляется династическим браком нового короля с Арвен Ундомиэль; при этом о каких-либо чувствах со стороны эльфийки к человеку речь не идёт — она просто не в состоянии воспринимать Арагорна как мужчину, ведь он моложе её на несколько тысяч лет. Фактически она выполняет роль эльфийского наместника в Воссоединённом королевстве. Задетый пренебрежением Арвен, король начинает свою партию: его секретная служба, сформированная из оживлённых мертвецов, абсолютно преданных хозяину, организует поиск и спасение оставшихся в живых мордорских учёных и инженеров. Спасённых уверяют, что им помогло «мордорское сопротивление», озабоченное сохранением культуры и науки страны, и привлекают для продолжения разработок. Арагорн создаёт себе научно-техническую базу — единственное, что можно противопоставить магии эльфов.
У Элоара Халаддин находит письмо к его матери Эорнис, которая является «клофоэлью» Звёздного Совета — «министром иностранных дел» в правительстве королевы Галадриэль, содержащее упоминание о его брате Эландаре, занимающемся некоей деятельностью в Умбаре. Поэтому, чтобы перенести палантир к Зеркалу, они решают шантажировать Эорнис, солгав ей, что якобы держат в заложниках её сына. Тангорн отправляется в Умбар, где, лавируя между разведками и спецслужбами разных держав, наводнившими город, пытается выйти на представителей эльфийского дома. Первая попытка — через владельцев судов, предоставленных Арагорну для перевозки армии Мёртвых, проваливается — все следы существования кораблей исчезли, а эльфы насаждают версию, что это были захваченные корабли пиратского флота, пришедшего грабить Пеларгир.
Ситуацию осложняет то, что «Департамент специальной документации» — секретная служба Умбара и военное командование тайно собирают флот для удара по Пеларгиру, где Арагорн, в свою очередь, собирает свой флот для аннексии Умбара. Для того, чтобы отвлечь от этих приготовлений гондорскую разведку, ДСД сбрасывает гондорцам все данные по мордорской резидентуре в городе. На одной из явок Тангорна едва не арестовывают. Тем не менее, ему удаётся избежать ареста, а затем, имитируя «спасение» захваченного якобы гондорскими агентами секретаря Умбарского МИДа (принадлежащего к взращиваемой эльфами прослойке «золотой молодёжи», помешанной на эльфийской культуре и мифах об счастливом мироустройстве эльфов) выходит на нужный контакт — Эландара, брата Элоара.
Здесь раскрывается личная трагедия Тангорна — именно он, будучи резидентом Фарамира в Умбаре и анализируя торговые операции Мордора, подготовил доклад для короля Гондора о том, что, будучи зависим от поставок продовольствия, Мордор стремится к миру, будучи просто неспособным вести затяжную войну. Именно по этому докладу Гэндальф и спланировал войну против Мордора…
Операция в Умбаре стоит Тангорну жизни, но цель достигнута — информация дошла до адресатов и принята. Именно убийство Тангорна убедило Элендара отправить в Лориэн полученный от него пакет. Отправившись тем временем в Дол Гулдур за спрятанным там Шарья Раной вторым палантиром, Халаддин обнаруживает, что именно там расположилось «конструкторское бюро» Арагорна, где в числе прочих мордорских инженеров и ученых находится его старый друг тролль Кумай — конструктор планёров. Халаддин убеждает его помочь. После заключения сделки с клофоэлью Кумай доставляет в Лориэн палантир при помощи оставленного там Шарья Раной планера назгулов «Дракон», отличающегося неограниченной дальностью полёта, однако терпит крушение. Эльфы узнают о работах в Дол Гулдуре и проводят операцию по его уничтожению.
План Халаддина сработал: эльфийка поместила видящий шар рядом с Зеркалом, а врач и Цэрлэг прибыли на вершину вулкана. В последний момент с героями связывается Саруман, глава Белого Совета, вернувшийся на свой пост, когда маги во главе с Гэндальфом, поняв своё бессилие, бежали. Он пытается отговорить Халаддина от его предприятия, упирая на непредсказуемость последствий и необратимость действий и почти убеждает Халаддина не выполнять задуманное, но вмешивается случай — у Халаддина сводит ногу и он роняет палантир. Цэрлэг подбирает кристалл и получает наведённое Гэндальфом заклятие, которое начинает превращать его в камень. Когда Саруман отказывается снять заклятие, Халаддин сбрасывает шар в жерло.
Всё происходит именно так, как предсказывал назгул: одновременно во всём мире детонируют все палантиры, после чего из мира мгновенно исчезает магия — превращаются в кости оживлённые заклинаниями живые мертвецы, перестают действовать чудесные эльфийские медицинские снадобья, магические предметы становятся никчёмными игрушками. А эльфы, оставшиеся в мире, превращаются в самых обыкновенных, пусть и необычно красивых, людей безо всяких сверхъестественных способностей.
Спустя много столетий Средиземье развивается по направлению обычного технологического мира, и ничто не напоминает о прежнем влиянии эльфов, кроме старинных легенд. Вскоре сын Тангорна и умбарки Элвис мореплаватель Аменго открыл огромный континент на западе, названный по его имени, который многие ошибочно считали тем самым Валинором. Арагорн провёл ряд передовых реформ, разрушив дворянскую оппозицию и создав представительные органы власти, благодаря чему Воссоединённое королевство гордо называется древнейшей демократией Арды. Династия Элессаров, впрочем, оборвалась после его смерти, и трон перешёл к потомкам Фарамира. Империя харадримов распалась, и Харад представляет собой нечто вроде нынешней Африки. Мордорская же цивилизация так и не восстановилась в прежнем виде…

## Список переводов
- Английский: The Last Ringbearer
- Португальский: O Último Anel
- Испанский: El último anillo
- Эстонский: Viimane sõrmusekandja
- Польский: Ostatni Władca Pierścienia
- Чешский: Poslední Pán Prstenu